# Tlumačský rajón
Tlumačský rajón (ukrajinsky Тлумацький район) byl rajón v Ivanofrankivské oblasti na Ukrajině. Hlavním městem byl Tlumač a rajón měl přibližně 46 tisíc obyvatel. 

## Sídla v rajónu
- Obertyn
- Tlumač